# Бирибо, Кинауа
Кинауа Бирибо (англ. Kinaua Biribo; род. 14 августа 1993, Южная Тарава) — кирибатийская дзюдоистка. Участница летних Олимпийских игр 2020 года.

## Биография
Кинауа Бирибо родилась 14 августа 1993 года в кирибатийском городе Южная Тарава.
Начала заниматься дзюдо и традиционной кирибатийской борьбой после того, как в 6-летнем возрасте её похитили и изнасиловали. По словам Бирибо, первоначально ей хотелось защитить себя и отомстить, однако затем стремление к возмездию пропало.
В 2021 году участвовала в чемпионате мира в Будапеште. В весовой категории до 70 кг выбыла в 1/32 финала, уступив Наталии Чистяковой с Украины.
В том же году вошла в состав сборной Кирибати на летних Олимпийских играх в Токио. В весовой категории до 70 кг в 1/16 финала проиграла Аоифе Кохлан из Австралии. Была знаменосцем сборной Кирибати на церемонии открытия Олимпиады.
В декабре 2021 года в Казани впервые участвовала в турнире мировой серии «Большой шлем».
Бирибо рассчитывает, что её выступление на Олимпиаде станет стимулом для борьбы с домашним насилием в Кирибати.